# Euselasia euriteus
Euselasia euriteus is een vlindersoort uit de familie van de prachtvlinders (Riodinidae), onderfamilie Euselasiinae.
Euselasia euriteus werd in 1777 beschreven door Cramer.